# Phrurolithus corsicus
Phrurolithus corsicus är en spindelart som först beskrevs av Simon 1878.  Phrurolithus corsicus ingår i släktet Phrurolithus och familjen flinkspindlar. Inga underarter finns listade i Catalogue of Life.